# Bussy-Saint-Georges
Bussy-Saint-Georges – miejscowość i gmina we Francji, w regionie Île-de-France, w departamencie Sekwana i Marna.
Według danych na rok 1990 gminę zamieszkiwało 1545 osób, a gęstość zaludnienia wynosiła 115 osób/km² (wśród 1287 gmin regionu Île-de-France Bussy-Saint-Georges plasuje się na 542. miejscu pod względem liczby ludności, natomiast pod względem powierzchni na miejscu 217.).

## Miasta partnerskie
- Radcliffe on Trent, Wielka Brytania
- Holme Pierrepont, Wielka Brytania
- Kirjat Ekron, Izrael
- San Giuliano Milanese, Włochy
- Meiningen, Niemcy